# Now or Never (canção de Halsey)
"Now or Never" é uma canção da cantora estadunidense Halsey, gravada para o seu segundo álbum de estúdio Hopeless Fountain Kingdom (2017). Foi composta pela própria com o auxílio de Brittany Hazzard, Magnus Høiberg, Benjamin Levin e Nathan Perez, sendo produzida pelos três últimos. O seu lançamento ocorreu em 4 de abril de 2017, através da Astralwerks, servindo como o primeiro single do disco.

## Faixas e formatos
| Download digital |                |         |  |
| N.º              | Título         | Duração |  |
| 1.               | "Now or Never" | 3:34    |  |

## Desempenho nas tabelas musicais

### Posições
| Tabela musical (2017)                                  | Melhor posição |
| ------------------------------------------------------ | -------------- |
| Alemanha (Media Control Charts)                        | 98             |
| Austrália (ARIA Charts)                                | 16             |
| Áustria (Ö3 Austria Top 40)                            | 61             |
| Bélgica (Ultratip de Flandres)                         | 24             |
| Canadá (Canadian Hot 100)                              | 32             |
| Escócia (The Official Charts Company)                  | 46             |
| Eslováquia (IFPI Slovenská Republika)                  | 31             |
| Estados Unidos (Billboard Hot 100)                     | 19             |
| Estados Unidos (Pop Songs)                             | 4              |
| Estados Unidos (Adult Pop Songs)                       | 19             |
| Filipinas (Philippine Hot 100)                         | 64             |
| França (Syndicat National de l'Édition Phonographique) | 151            |
| Irlanda (Irish Recorded Music Association)             | 42             |
| Itália (Federazione Industria Musicale Italiana)       | 55             |
| Malásia (Recording Industry Association of Malaysia)   | 20             |
| Nova Zelândia (NZ Top 40 Singles)                      | 22             |
| Países Baixos (MegaCharts)                             | 84             |
| Portugal (Associação Fonográfica Portuguesa)           | 35             |
| Reino Unido (UK Singles Chart)                         | 80             |
| Chéquia (IFPI Česká Republika)                         | 31             |
| Suécia (Sverigetopplistan)                             | 61             |
| Suíça (Schweizer Hitparade)                            | 77             |